# Ілюші
Ілюші́ (рос. Илюши) — присілок у складі Афанасьєвського району Кіровської області, Росія. Входить до складу Ічетовкінського сільського поселення.
Населення становить 125 осіб (2010, 145 у 2002).
Національний склад станом на 2002 рік — росіяни 97 %.